# Страус азійський
Страус азійський (Struthio asiaticus) — викопний вид страусів. Його викопні рештки були знайдені в Марокко, на Близькому Сході, в Китаї і Монголії. Він вимер відносно недавно, від 13000 до 7000 років тому. Шкаралупа яєць азійського страуса була знайдена в Індії, Забайкаллі і на Близькому Сході. Дослідження дозволили виділити ДНК зі шкаралупи, яке підтвердило приналежність азійського страуса до роду Struthio.
Азійський страус був приблизно однакового розміру з сучасним страусом (Struthio camelus).